# Argobba
L'argobba és una llengua etiòpica del grup meridional parlada per uns 11.000 individus del poble argobba establerts en diversos indrets al llarg de la vall del Rift com ara Yimlawo, Gusa, Shonke, Berket, Keramba, Mellajillo, Metehara, Shewa Robit i altres petites poblacions rurals.
L'argobba forma part, juntament amb l'amhàric, l'harari i les llengües gurage orientals (silt'e i zai), de l'etiòpic meridional transversal, i se'n reconeixen almenys dues varietats dialectals fonamentals: l'ankober i el xonke, varietat aquesta considerada la més "pura" pels parlants d'argobba (Ethnologue, 15).